# Еј-Џеј Слотер
Ентони Дарел Слотер (енгл. Anthony Darrell Slaughter; Луивил, 3. август 1987) јесте пољски кошаркаш америчког порекла. Игра на позицији бека. Наступао за репрезентацију Пољске.

## Биографија
Слотер је од 2006. до 2010. године похађао Универзитет Вестерн Кентаки на коме је играо за екипу Вестерн Кентаки хилтоперса. У последње две сезоне колеџ каријере биран је у идеални тим Sun Belt конференције — 2009. је уврштен у другу поставу, а годину дана касније изборио се и за место у првој. На НБА драфту 2010. није изабран. У јулу 2010. играо је НБА летњу лигу у дресу Детроит пистонса, али није успео да им се наметне, те је након тога своју шансу потражио у европској кошарци.
Прву сениорску сезону одиграо је за италијанску Бјелу, док је у другој био члан белгијског клуба Монс-Ено. У јулу 2012. отпочео је једногодишњи ангажман у тиму Шолеа, а у Француској се задржао и током сезоне 2013/14. када је бранио боје Елан Шалона. Сезону 2014/15. провео је у екипи Панатинаикоса и у његовом дресу је освојио Куп Грчке. Од јула 2015. био је члан Банвита. У августу 2016. постао је играч Стразбура. У јулу 2017. потписао је двогодишњи уговор са Асвелом. Са Асвелом је у сезони 2018/19. освојио Првенство и Куп Француске. У сезони 2019/20. је био играч Реал Бетиса.

## Успеси

### Клупски
- Панатинаикос:
  - Куп Грчке (1): 2015.

- Асвел:
  - Првенство Француске (1): 2018/19.
  - Куп Француске (1): 2019.

- Гран Канарија:
  - Еврокуп (1): 2022/23.